# Морський хронометр
Морський хронометр — пристрій для розв'язання задачі розрахунку географічної довготи при морських подорожах.
Джон Гаррісон — британський винахідник, винайшов морський хронометр, який дозволив розв'язати проблему точного визначення довготи під час тривалих морських подорожей. Проблему вважали настільки важливою і нагальною, що Британське адміралтейство призначило ще 1713 року за її розв'язання нагороду — 20000 фунтів стерлінгів, що сьогодні дорівнює 4,72 млн доларів. Гаррісон створив хронометр, який давав би можливість визначати положення корабля в морі з точністю до 1°, за що отримав медаль Коплі та 20000 фунтів стерлінгів.